# Convenzione internazionale sugli standard di addestramento, abilitazione e tenuta della guardia per i marittimi
La Convenzione internazionale sugli standard di addestramento, abilitazione e tenuta della guardia per i marittimi, nota anche come Convenzione STCW '78 o semplicemente STCW (Standards of Training, Certification and Watchkeeping for Seafarers), è una convenzione internazionale adottata il 7 luglio 1978 dall'IMO (Organizzazione Marittima Internazionale), con sede a Londra.
È stata modificata una prima volta nel 1995, ed è stato adottato, con la risoluzione n. 2 della conferenza dei Paesi aderenti all'Organizzazione marittima internazionale (IMO), tenutasi a Londra il 7 luglio del 1995, il Codice STCW sull'addestramento, la certificazione e la tenuta della guardia (STCW '95)

## Struttura
La Convenzione è suddivisa in tre sezioni:
1. gli articoli che delineano le responsabilità legali che le parti contraenti debbono raggiungere
2. gli annessi
3. il Codice STCW: specifica in modo dettagliato il contenuto degli annessi ed è suddiviso in parte A e parte B

Parte A: disposizioni obbligatorie sugli standard di addestramento e di tenuta della guardia.
Parte B: contenente raccomandazioni , non obbligatorie da conoscere

## Modifiche

### Emendamenti di Manila
La Convenzione ed il Codice STCW sono stati oggetto di nuova revisione, venendo emendata alla conferenza di Manila (Filippine), del giugno 2010.
I corsi d'addestramento per i marittimi sono disciplinati da ciascun Paese membro dell'IMO sulla base dei Model Courses elaborati dalla stessa Organizzazione Marittima Internazionale.

## Elenco dei certificati

### Corsi di base obbligatori
1. Sicurezza e responsabilità sociali • Personal safety and social responsabilities - PSSR (A-VI/1-4)[2]
2. Sopravvivenza e salvataggio • Personal survival techniques - PST (A-VI/1-1)[3]
3. Antincendio di base • Basic firefighting (A-VI/1-2)[4]
4. Primo soccorso sanitario elementare • Elementary first aid (A-VI/1-3)[5][6][7]
5. Familiarizzazione alla security:

a) Addestramento alle attività di security per il personale marittimo • Certificate of proficiency on security awareness for seafarer (A-VI/6-2)
b) Addestramento per il personale marittimo designato a svolgere compiti di security • Certificate of proficiency for seafarers with designated security duties (A-VI/6-1)

### Corsi per incarichi specifici
1. Antincendio avanzato • Advanced firefighting (A-VI/3)[12]
2. Radar osservatore normale • Radar observation and plotting
3. Addestramento all'uso del Radar ad elaborazione automatica dei dati - ARPA (livello operativo) • Training course in the use of automatic radar plotting aid (operational level)
4. Addestramento radar ARPA - Bridge Teamwork - ricerca e salvataggio (livello direttivo) • Radar arpa Bridge team work search and rescue (management level)
5. Addestramento specifico all'utilizzo dei sistemi di informazione e visualizzazione della cartografia elettronica (livello operativo) • ECDIS ship specific equipment training - operational level (A-II/1)[13][14]
6. Familiarizzazione alle tecniche di sicurezza per navi cisterna adibite al trasporto di gas liquefatti, prodotti chimici e per navi petroliere • Liquified gas tanker, chemical tanker, oil tanker safety familiarization (A-V/1)
7. Sicurezza navi petroliere • Oil tanker safety (A-VI-1-8)
8. Sicurezza navi gasiere • Liquified tanker safety (A-VI-1-22)
9. Sicurezza navi chimichiere • Chemical tanker safety (A-VI-1-15)
10. Addestramento navi passeggere tipo Ro-ro • Ro-ro passengers ships
11. Addestramento navi passeggere diverse dal tipo Ro-ro • Passengers ships other than Ro-ro passengers ships
12. Gestione della crisi e del comportamento umano • Crisis management and human behaviour (A-V/2–5)
13. Marittimo abilitato per i mezzi di salvataggio (MAMS)[15] • Proficiency in survival craft and in rescue boats (PSCRB) (A-VI/2-1)
14. Marittimo abilitato per i battelli di emergenza veloci (MABEV)[16] • Proficiency in survival craft and in fast rescue boats (PFRB) (A-VI/2-2)

## Altri corsi
1. Primo soccorso sanitario • Medical first aid (A-VI-4/1 p. 1, 2, 3)[17][18][19]
2. Assistenza medica • Medical care (A-VI-4/1 p. 4, 5, 6)[17][19][20]
3. GMDSS - Global Maritime Distress and Safety System

(dal più importante, non hanno propedeuticità):
a) GOC: certificato generale di operatore per stazioni radioelettriche di navi mercantili • General Operator's Certificate - GMDSS/GOC
b) ROC: certificato limitato di operatore per stazioni radioelettriche di navi mercantili • Restricted Operator's Certificate - GMDSS/ROC
c) LRC: certificato di operatore LRC • Long Range Certificate
d) SRC: certificato di operatore SRC • Short Range Certificate

## Italia
Tale Convenzione è stata resa esecutiva in Italia con legge 21 novembre 1985, n. 739.
I Ministeri italiani competenti sono i seguenti:
- Ministero delle infrastrutture e dei trasporti
- Ministero della salute – Settore salute
- Ministero dello sviluppo economico – Settore comunicazioni

decreto legislativo 7 luglio 2011, n. 136, Attuazione della direttiva 2008/106/CE concernente i requisiti minimi di formazione per la gente di mare.

## Riconoscimento dei corsi STCW svolti all'estero
A pagamento, le ambasciate d'Italia presso i paesi coi quali ha stipulato specifici accordi bilaterali in materia (e che si trovino nella cosiddetta “white list”), tramite il servizio consolare rilasciano riconoscimenti ufficiali detti di "convalida" (“endorsement”) dei certificati IMO – STCW'95 ai soli ufficiali (ma con l'esclusione del comandante) e agli operatori radio GMDSS, emessi dalla autorità marittima locale, previa richiesta dell'armatore e presentazione dei seguenti documenti: Certificato originale e fotocopia libretto di navigazione del marittimo, passaporto del richiedente e fotocopia, 2 foto tessera.
I soggetti autorizzati a rilasciare titoli riconosciuti dall'STCW sono obbligati a garantire alle donne il diritto di salire a bordo delle navi di addestramento per l'intera durata del periodo minimo, fissata in 12 mesi.